# Лагушкина, Фаина Ивановна
Фаина Ивановна Лагушкина (1930—2012) — советский передовик производства в сельском хозяйстве. Депутат Верховного Совета СССР 9-го созыва (1974—1979). Герой Социалистического Труда (1973).

## Биография
Родилась 10 декабря 1930 года в деревне Лоша Волотовского района Ленинградской (ныне — Новгородской) области в крестьянской семье.
С 1947 года после окончания Городецкой неполной средней школы, начала свою трудовую деятельность — рабочей, а с 1950 года работала — дояркой совхоза в Новгородской области.
С 1961 по 1976 годы Ф. И. Лагушкина работала — дояркой и мастером-животноводом высшего класса фермы совхозного отделения «Дружное», совхоза имени Тельмана, Тосненского района Ленинградской области. По инициативе Ф. И. Лагушкиной в хозяйстве неоднократно принимались и выполнялись высокие социалистические обязательства, при её активном участии была внедрена прогрессивная звеньевая система работы на фермах.
8 апреля 1971 года Указом Президиума Верховного Совета СССР «за высокие трудовые достижения по итогам восьмой пятилетки с 1966 по 1970 годы» Фаина Ивановна Лагушкина была награждена Орденом Ленина.
6 сентября 1973 года Указом Президиума Верховного Совета СССР «за большие успехи, достигнутые во Всесоюзном социалистическом соревновании и проявленную трудовую доблесть в выполнении принятых обязательств по увеличению производства и заготовок продуктов животноводства в зимний период 1972—1973 годов» Фаина Ивановна Лагушкина была удостоена звания Героя Социалистического Труда с вручением Ордена Ленина и золотой медали «Серп и Молот».
До выхода на пенсию руководила звеном мастеров машинного доения в новом животноводческом молочном комплексе.
Депутат Верховного Совета СССР 9-го созыва (1974—1979). Также избиралась депутатом Ленинградского областного и Тосненского городского Советов депутатов.
Жила в посёлке Тельмана Тосненского района.
Умерла 14 марта 2012 года.

## Награды
- Медаль «Серп и Молот» (06.09.1973)
- Орден Ленина (08.04.1971, 06.09.1973)